# Lee Janzen
Lee Janzen (* 28. August 1964 in Austin, Minnesota) ist ein US-amerikanischer Profigolfer der PGA Tour und zweifacher US Open Sieger.

## Werdegang
Den Großteil seiner Kindheit verbrachte Lee in Baltimore, wo er in Kinderligen Baseball spielte.  Im Alter von 12 Jahren wurde die Firma seines Vaters verlegt und die Familie übersiedelte nach Florida. Dort begann Janzen mit Golf und Tennis, spielte aber auch weiterhin Baseball. Schließlich entschied er sich für das Golfspiel und mit 15 Jahren gewann er sein erstes Turnier als Mitglied der Greater Tampa Junior Golf Association. Janzen besuchte das Florida Southern College und stand 1985 und 1986 im siegreichen Team bei den NCAA Division II Men's Golf Championships, bei der er 1986 auch die Einzelwertung gewinnen konnte. Im selben Jahr wurde Janzen Berufsgolfer.
Auf der PGA Tour war er bislang achtmal erfolgreich, wobei Janzen neben seinen beiden US Open Siegen 1993 und 1998 (jeweils vor Payne Stewart) auch noch die hochdotierte Players Championship im Jahre 1995 für sich entscheiden konnte.
Er spielte 1993 und 1997 im Ryder Cup und 1998 im Presidents Cup in der Mannschaft der USA.
Janzen ist mit seiner Frau Beverly verheiratet. Die beiden haben einen Sohn und leben in Orlando, Florida.

## Siege PGA-Tour
- 1992: Northern Telecom Open
- 1993: Phoenix Open, US Open
- 1994: Buick Classic
- 1995: The Players Championship, Kemper Open, Sprint International
- 1998: US Open

Majors sind fett gedruckt.

## Siege PGA Tour Champions
- 2015: ACE Group Classic
- 2021: SAS Championship

## Andere Turniersiege
- 2000 Franklin Templeton Shootout (mit Rocco Mediate)

## Ergebnisse bei Major Championships
| Turnier               | 1985 | 1986 | 1987 | 1988 | 1989 | 1990 | 1991 | 1992 | 1993 | 1994 | 1995 | 1996 | 1997 | 1998 | 1999 |
| --------------------- | ---- | ---- | ---- | ---- | ---- | ---- | ---- | ---- | ---- | ---- | ---- | ---- | ---- | ---- | ---- |
| The Masters           | DNP  | DNP  | DNP  | DNP  | DNP  | DNP  | DNP  | T54  | T39  | T30  | T12  | T12  | T26  | T33  | T14  |
| US Open               | CUT  | DNP  | DNP  | DNP  | DNP  | DNP  | CUT  | CUT  | 1    | CUT  | T13  | T10  | T52  | 1    | T46  |
| The Open Championship | DNP  | DNP  | DNP  | DNP  | DNP  | DNP  | DNP  | T39  | T48  | T35  | T24  | CUT  | CUT  | T24  | 70   |
| PGA Championship      | DNP  | DNP  | DNP  | DNP  | DNP  | DNP  | DNP  | T21  | T22  | T66  | T23  | T8   | 4    | CUT  | CUT  |

| Turnier               | 2000 | 2001 | 2002 | 2003 | 2004 | 2005 | 2006 | 2007 | 2008 | 2009 | 2010 | 2011 | 2012 | 2013 | 2014 | 2015 |
| --------------------- | ---- | ---- | ---- | ---- | ---- | ---- | ---- | ---- | ---- | ---- | ---- | ---- | ---- | ---- | ---- | ---- |
| The Masters           | CUT  | T31  | CUT  | CUT  | DNP  | DNP  | DNP  | DNP  | DNP  | DNP  | DNP  | DNP  | DNP  | DNP  | DNP  | DNP  |
| US Open               | T37  | CUT  | CUT  | T55  | T24  | T57  | CUT  | T13  | CUT  | CUT  | CUT  | CUT  | CUT  | CUT  | CUT  | CUT  |
| The Open Championship | CUT  | DNP  | T80  | CUT  | DNP  | DNP  | DNP  | DNP  | DNP  | DNP  | DNP  | DNP  | DNP  | DNP  | DNP  | DNP  |
| PGA Championship      | T19  | CUT  | T53  | T34  | DNP  | CUT  | DNP  | DNP  | DNP  | DNP  | DNP  | DNP  | DNP  | DNP  | DNP  | DNP  |

DNP = nicht teilgenommen (engl. did not play)

WD = aufgegeben (engl. withdrawn)

CUT = Cut nicht geschafft

„T“ geteilte Platzierung (engl. tie)

Grüner Hintergrund für Siege

Gelber Hintergrund für Top 10

## Teilnahmen an Teambewerben
- Ryder Cup: 1993 (Sieger), 1997
- Presidents Cup: 1998
- Dunhill Cup: 1995